# Gargantua (filme)
Gargantua é um filme estadunidense de ficção científica, produzido em 1998, dirigido por Bradford May e escrito por Ronald Parker, com Adam Baldwin, Julie Carmen e Emile Hirsch.

## Sinopse
O biólogo marinho Jack Ellway viaja até uma ilha da Polinésia, juntamente com seu filho Brandon, com o objetivo de analisar os impactos causados por uma atividade sísmica recente, no ambiente local.
Diversos afogamentos ocorrem na região e eles acreditam que as ocorrências podem ter sido causadas por uma espécie de anfíbio desconhecida.

## Elenco parcial
- Adam Baldwin — Jack Ellway
- Julie Carmen — Dr. Alyson Hart
- Emile Hirsch — Brandon Ellway
- Bobby Hosea — Coronel Wayne
- Doug Penty — Paul Bateman
- Peter Adams — Dr. Ralph Hale
- Alexander Petersons — Derek Lawson
- Monroe Reimers — Presidente Manny Moki
- Darren Selby — Kikko